# Антониу-Карлус (Санта-Катарина)
Антониу-Карлус (порт. Antônio Carlos)  —  муниципалитет в Бразилии, входит в штат Санта-Катарина. Составная часть мезорегиона Гранди-Флорианополис. Входит в экономико-статистический  микрорегион Флорианополис. Население составляет 7087 человек на 2007 год. Занимает площадь 229,118 км². Плотность населения — 30,9 чел./км².

## История
Город основан 6 ноября 1963 года. 

## Статистика
- Валовой внутренний продукт на 2005 составляет 178.946.000,00 реалов (данные: Бразильский институт географии и статистики).
- Валовой внутренний продукт на душу населения на 2005 составляет 25.249,89 реалов (данные: Бразильский институт географии и статистики).
- Индекс развития человеческого потенциала на 2000 составляет 0,827 (данные: Программа развития ООН).

## География
Климат местности: субтропический.